# アントニ・ヴィルヘルム・ラジヴィウ
アントニ・ヴィルヘルム・ラジヴィウ（波: Antoni Wilhelm Radziwiłł）またはアントン・ヴィルヘルム・フォン・ラジヴィウ（独: Anton Wilhelm Fürst von Radziwiłł, 1833年7月31日 - 1904年12月16日）は、プロイセン王国のポーランド系貴族、軍人。砲兵大将。侯爵（Fürst）/公爵（książę）。ニャスヴィシュの第14代オルディナト、クレツァクの第11代オルディナト。ドイツ皇帝ヴィルヘルム1世の側近で、その高級副官（Generaladjutant）を長年にわたって務めた。

## 生涯
ヴィルヘルム・ラジヴィウ侯の長男で、プロイセン領ポーゼン大公国の総督を務めたアントニ・ヘンリク・ラジヴィウ侯の嫡孫。1857年にフランス貴族のマリー・ド・カステラーヌ侯爵令嬢と結婚し、間に2男2女の4人の子女をもうけた。
1852年にプロイセン近衛砲兵連隊の少尉に任官し、1856年にはモスクワで行われたロシア皇帝アレクサンドル2世の戴冠式に出席する王太子ヴィルヘルム（後のヴィルヘルム1世）に随行している。1858年から1861年まではベルリン軍事アカデミーに通った。1866年の普墺戦争には近衛軍参謀本部付きの大尉として参加した。ヴィルヘルム1世の副官で腹心であり、エムス電報事件ではフランス大使ヴァンサン・ベネデッティ伯爵の国王に対する無礼な要求に対し、拒否の意志を直接伝える役目を果たした。
ラジヴィウ侯夫妻はベルリンの邸宅に多くの客を迎え、妻のマリーはベルリン社交界を代表するサロニエールとして有名になった。ラジヴィウ侯家のサロンは帝国宰相オットー・フォン・ビスマルク侯爵の推進する文化闘争政策に反発していたポーランド人やカトリック系の中央党の政治家たちが大勢集まり、ドイツ帝国の首都における反ビスマルク派の牙城となった。アントニ・ヴィルヘルムは帝国議会のポーランド会派（Polnische Fraktion）の指導者フェルディナント・ラジヴィウ侯の従兄であり、彼自身も1871年よりプロイセン貴族院の議員を務めた。
1885年に皇帝ヴィルヘルム1世の高級副官となり、その息子の皇帝フリードリヒ3世の短い治世でも同職にあったが、1888年に即位した年若いヴィルヘルム2世によって解任された。